# Caco

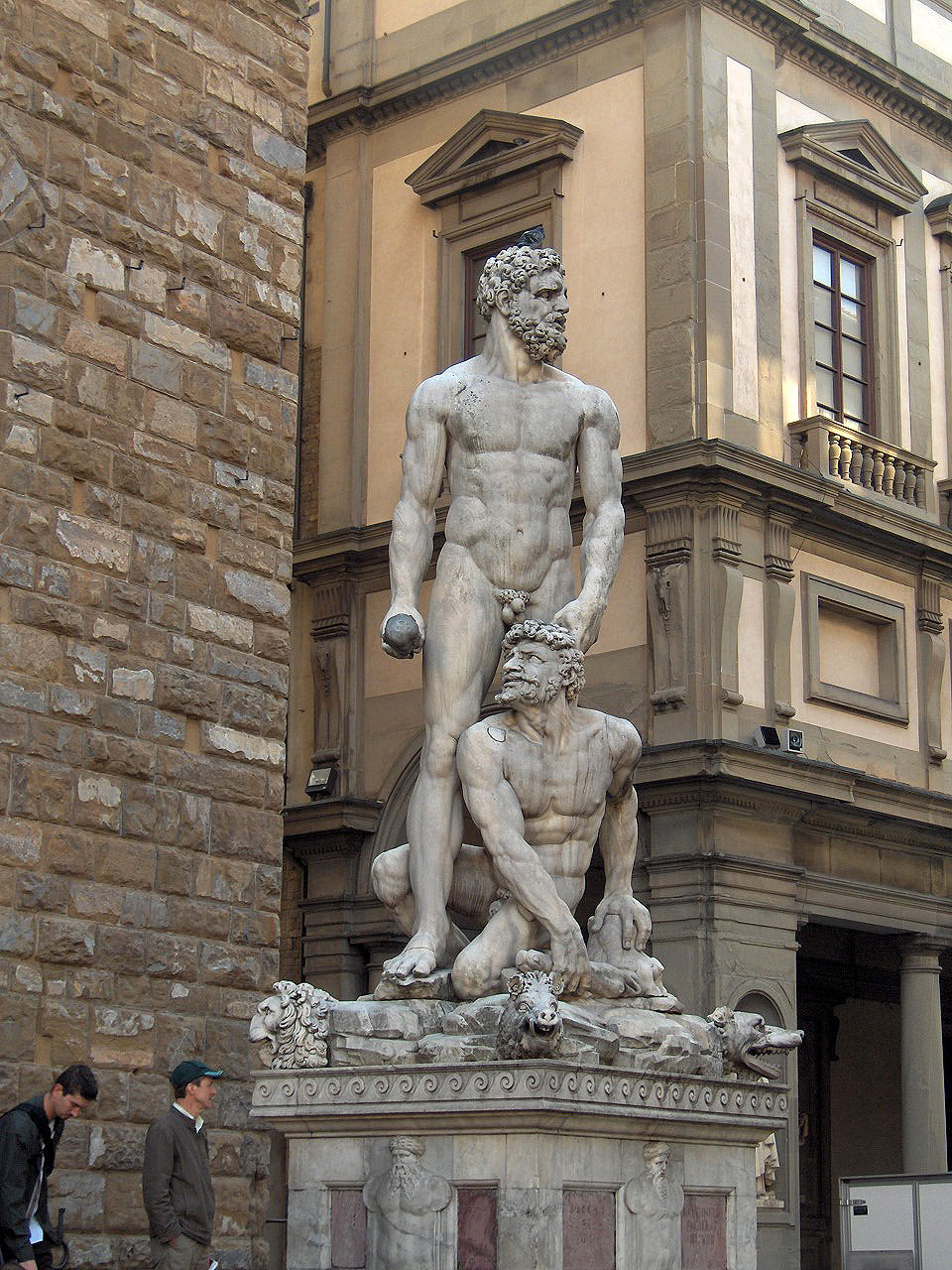
Hércules y Caco, por Baccio Bandinelli (1534), Plaza de la Señoría, Florencia.

En la mitología romana, Caco (en griego antiguo Κακός [kakós], ‘malo’ o ‘malvado’; en latín Cacus), hijo de Hefesto y hermano de Caca, era un gigante mitad hombre y mitad sátiro que vomitaba torbellinos de llamas y humo. Vivía en una cueva del monte Aventino en el Lacio (actual Roma), en cuya puerta siempre colgaban, para horror de los habitantes, las cabezas sangrantes de los humanos que devoraba. «Caco» se ha convertido en sinónimo de ‘ladrón’.
Versiones tardías dicen que Caco, un hijo de Hefesto y Medusa, que era el terror y la deshonra del bosque Aventino, arrojaba llamas por cada una de sus tres bocas.

## Conflicto
Según la Eneida –en la que Evandro cuenta la historia a Eneas– tras haber derrotado a Gerión, Heracles condujo su rebaño de bueyes hasta las orillas del Tíber. Mientras los dejaba pastar, se durmió y Caco –quien moraba cerca– robó cuatro parejas de bueyes que condujo a su cueva arrastrándolos de espaldas por el rabo, de forma que no dejaran huellas. 
Cuando Heracles despertó y se dispuso a abandonar los pastos, el ganado que le quedaba empezó a mugir lastimero hacia la cueva, donde una vaca respondió. (Según otra versión, al momento de pasar con el resto del ganado frente a la cueva de Caco, las reses robadas, empezaron a llamarse unas a otras).
Caco había bloqueado la entrada con una roca enorme que mantenían sujeta unas cadenas forjadas por Hefesto. Cuando Heracles arrancó la cima de la montaña para abrirse paso, Caco le escupió remolinos de llamas y humo, de lo que Heracles se cubrió con ramas de árboles y rocas del tamaño de piedras de molino, hasta que perdió la paciencia, saltó a la cueva, se dirigió a la zona en la que el humo era más denso y estranguló a Caco. (Según Ovidio, Caco fue muerto a golpes de porra).

## Representaciones
Caco quedó representado al momento del robo en antiguos grabados en piedra y en el revés de una medalla de Antonino Pío que le muestra derrotado, sin vida, a los pies del héroe y, en torno a ellos, el agradecido pueblo.
En los techos pintados por los Carracci en el palacio Zampieri de Bolonia, Caco aparece con cabeza de animal sobre cuerpo humano.

## Usos posteriores
La figura y hazañas de este dios se simplificaron en la tradición culta. Así, en el Siglo de Oro se le tomaba casi como patrón de los ladrones: en La Palomilla, llaman al hurto y sus triquiñuelas «la ciencia de Caco». De él decía Covarrubias que:
«siendo ladrón famoso hacía grandes estragos de robos, muertes e incendios».

En el siglo XX el dibujante de cómics Enrich creó el personaje del Caco Bonifacio.